# Waldheims Walzer
Pour plus de détails, voir Fiche technique et Distribution.
Waldheims Walzer est un film documentaire autrichien réalisé par Ruth Beckermann et sorti en 2018.
Il a été récompensé au festival international du film de Berlin 2018.

## Synopsis
Le film se plonge dans le passé trouble de Nazi de Kurt Waldheim, secrétaire général des Nations unies entre 1972 et 1981.

## Fiche technique

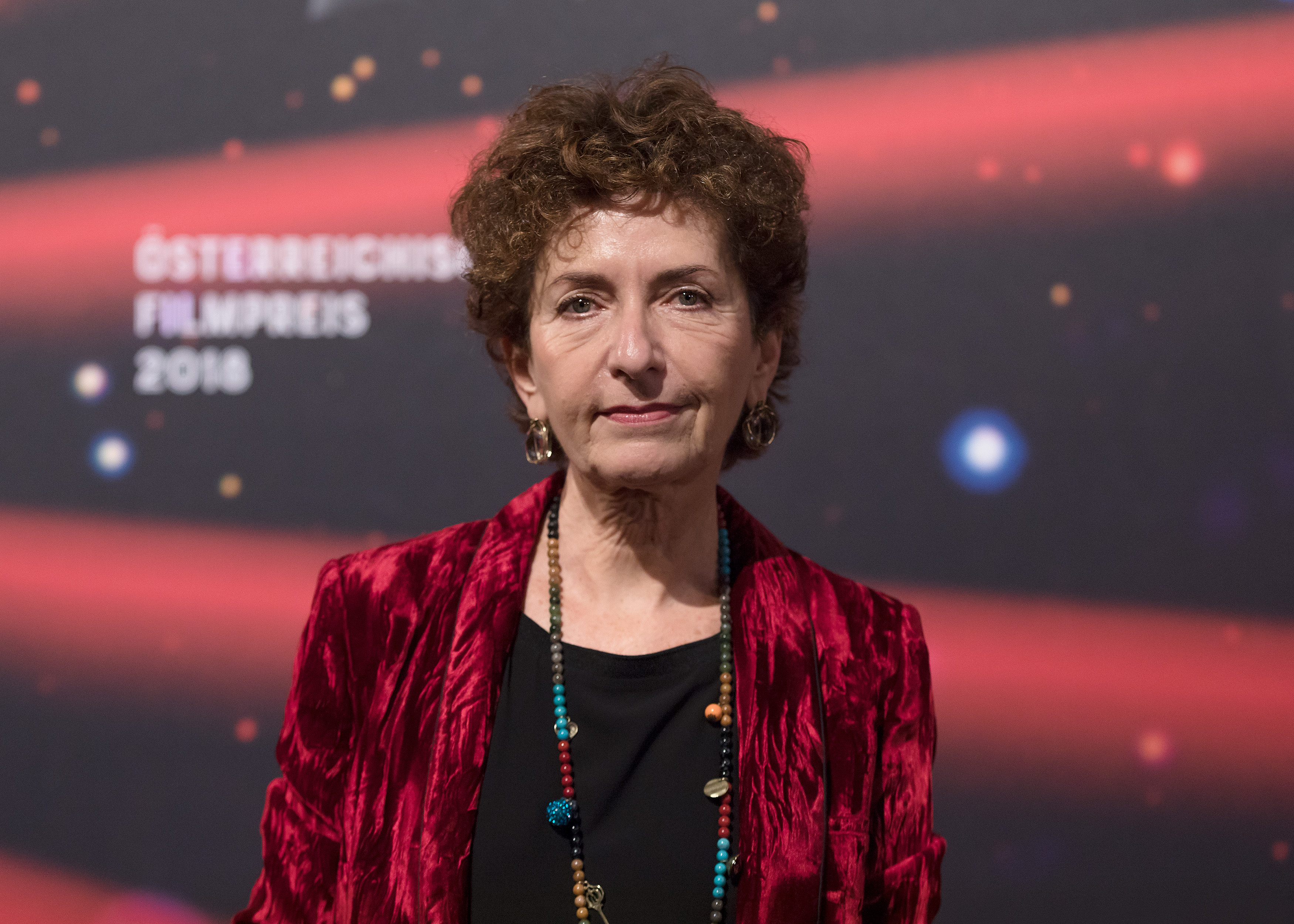
La réalisatrice Ruth Beckermann en 2018

- Réalisation : Ruth Beckermann
- Montage : Dieter Pichler
- Durée : 93 minutes[1]
- Dates de sortie : 
  - Allemagne : 17 février 2018 (Berlinale 2018)
  - Autriche : 15 mars 2018
  - France : 26 mars 2018  Cinéma du réel)
  - Allemagne : 4 octobre 2018

## Distribution
- Kurt Waldheim (images d'archive)

## Distinctions
- Meilleur film documentaire lors de la Berlinale 2018[2]